# Dunavska ravnina
Dunavska ravnina (bulgariska: Дунавска равнина) är en slätt i Bulgarien. Den ligger i den centrala delen av landet, 200 km nordost om huvudstaden Sofia.
Trakten runt Dunavska ravnina består till största delen av jordbruksmark. Runt Dunavska ravnina är det ganska glesbefolkat, med 38 invånare per kvadratkilometer.